# Misa solemne de Santa Cecilia
La Misa solemne de Santa Cecilia, para solistas, coro, órgano y orquesta, en Sol mayor, es una obra de música sacra compuesta por el compositor francés Charles Gounod, estrenada el 22 de noviembre de 1855 en la iglesia de San Eustaquio en (París).

## Historia
Después de ganar el Premio de Roma en 1839, Gounod pasó mucho tiempo en la Capilla Sixtina estudiando las obras de los maestros del siglo XVI. La misa fue compuesta en su residencia de verano cerca de Avranches durante el verano de 1855. La fue ampliando y revisando hasta 1874.
Estaba escrita en un estilo florido y al mismo tiempo más operístico, que ya había anticipado en la Méditation sur le 1r Preludio de piano de S. Bach (1853), que más tarde sirvió de base para las múltiples versiones de su Ave María. Esto contrastaba con la austeridad de sus primeras misas. De hecho, esta obra no sigue de manera estricta el texto del ordinario, lo que hace pensar que no estaba pensada específicamente para la liturgia. Efectivamente, Gounod se tomó algunas libertades con el texto litúrgico de la misa. En el Agnus Dei, cambió un poco las palabras, y añadió la Domine Salvum, que se repite por tres veces a la conclusión. A raíz de toda la vida del compositor, la referencia al emperador Napoleón III fue cambiada a Domine salva fac Republicam (Señor, libera tu pueblo).

## Recepción
En el estreno, Saint-Saëns comentó que La aparición de la Misa de Santa Cecilia le había causado una especie de choque. Esta simplicidad, esta grandeza, esta luz serena que se alzó ante el mundo musical como una aurora de última hora. Concluyó diciendo: Al principio estaba cegado, a continuación, encantado, y luego conquistado.

## Estructura
| N.º | Parte      | Incipit            | Tempo                     | Tono           | Métrica           |
| --- | ---------- | ------------------ | ------------------------- | -------------- | ----------------- |
| I   | Kyrie      |                    | Moderato, quasi Andantino | Sol mayor      | cuatro por cuatro |
| II  | Gloria     |                    | Larghetto                 | Re mayor       | cuatro por cuatro |
| III | Credo      | Credo in unum Deum | Moderato molto maestoso   | Do mayor       | cuatro por cuatro |
| III | Credo      | Et incarnatus est  | Adagio                    | Do mayor       | cuatro por cuatro |
| III | Credo      | Et resurrexit      | Tempo primo               | Do mayor       | cuatro por cuatro |
|     | Ofertorio  |                    |                           |                |                   |
| IV  | Sanctus    |                    | Andante                   | Fa mayor       | 9/8               |
| V   | Benedictus |                    | Adagio                    | Si bemol mayor |                   |
| VI  | Agnus Dei  |                    | Andante moderato          | Re mayor       | 12/8              |